# 滝口学
滝口 学（瀧口 学、たきぐち がく、1970年（昭和45年）10月16日 - ）は、日本の政治家。東京都荒川区長（1期）。元東京都議会議員（3期）。

## 来歴
埼玉県出身。サラリーマンの家庭に生まれ、各地を転々とする。埼玉県志木市の志木教会附属泉幼稚園、静岡県沼津市立第四小学校、志木市立志木第二中学校、埼玉県立川越高等学校を経て、日本大学法学部を卒業する。大学卒業後は水産物加工会社や市場調査研究会社に勤務。衆議院議員公設秘書を経て、2005年（平成17）の東京都議会議員選挙に荒川区から民主党公認で立候補したが、次点で落選。同年の衆議院議員総選挙において比例東京ブロックから民主党から立候補したが、落選。落選後は新聞印刷工場でのアルバイトなどを経験した。2007年（平成19）の荒川区議会議員選挙に民主党公認で立候補し、トップ当選。区議会では民主党・市民の会幹事長を務める。区議1期途中の2009年（平成21）の東京都議会議員選挙に民主党公認で立候補し、当選。2013年（平成25）の都議会議員選挙では民主党公認で立候補したが次点で落選。落選後の2017年（平成29）の都議会議員選挙で都民ファーストの会から立候補し、当選。2021年（令和3）の都議会議員選挙で3期目の当選（都民ファーストの会）。都議会では都議会民主党 副幹事長、厚生委員会、文教委員会、都市整備委員会、議会運営委員会、環境建設委員会各委員、厚生委員会、公営企業委員会副委員長、都市整備委員会、会計決算特別委員会各委員長、公営企業会計決算特別委員会理事、委員、都民ファーストの会東京都議団副政務調査会長、総務会長代理、幹事長を務めた。
2024年（令和6）9月9日、任期満了に伴う荒川区長選挙に立候補するため東京都議会議員を辞職。都民ファーストの会を離党し、同月17日に記者会見し、立候補を表明した。
11月10日に行われた区長選挙に無所属で立候補し、自民、公明両党推薦の元区議と共産党推薦の新人を破って初当選した。